# Олигин-Нестеров, Вячеслав Иванович
Вячеслав Иванович Олигин-Нестеров (10 декабря 1924, с. Орельское, Екатеринославская губерния, Украинская ССР, СССР — 21 января 2003, Екатеринбург) — советский экономист, организатор уральской экономической науки.

## Биография
В 1942—1944 гг. учился в Уральском индустриальном институте. С 1944 — студент факультета журналистики Уральского университета, который окончил с отличием в 1947 г. Одним из первых поступил в только что открытую аспирантуру на кафедре политической экономии университета к В. М. Готлоберу, которую успешно закончил в 1950 г.
Защитил кандидатскую диссертацию в 1951 г., а в 1952 г. был утверждён в учёном звании доцента. Докторскую диссертацию защитил в 1965 г. Два года спустя, в 1967, утвержден в ученом звании профессора по специальности «политическая экономия».
Педагогическая деятельность:
- 1950—1952: работал старшим преподавателем кафедры политэкономии УрГУ;
- 1952—1955: штатный лектор Свердловского горкома КПСС;
- 1958—1960: доцент кафедры политэкономии УрГУ;
- 1960—1967: доцент и зав. кафедрой политэкономии Уральского политехнического института;
- 1967: профессор и зав. кафедрой политэкономии УПИ;
- 1967—1985: после перехода В. М. Готлобера во вновь созданный Свердловский институт народного хозяйства возглавил кафедру политической экономии Уральского университета.

## Научная и общественная деятельность
В 1970—1980-е годы В. И. Олигин-Нестеров являлся руководителем и входил в состав ряда советов по защите докторских и кандидатских диссертационных работ, был включён в экспертную комиссию по политической экономии Высшей аттестационной комиссии, возглавлял Проблемный совет Минвуза РСФСР. Профессор В. И. Олигин-Нестеров входил в состав редколлегии журнала «Экономические науки». Автор более 300 научных публикаций.
Под руководством В. И. Олигина-Нестерова было защищено более 20 кандидатских диссертаций, несколько докторских.
Являлся активным сторонником восстановления во второй половине 1980-х гг. в Уральском университете экономического факультета. В 1990 г. (по воспоминаниям В. Д. Мазурова) активно поддержал его идею по созданию на экономическом факультете УрГУ кафедры экономического моделирования и информатики, которая была организована в мае 1991 г. приказом ректора УрГУ П. Е. Суетина.
Скончался 21 января 2003 года в Екатеринбурге. Похоронен на Широкореченском кладбище.
В 2005 году крупнейшая на экономическом факультете УрГУ аудитория 228 после современного ремонта была названа в честь профессора В. И. Олигина-Нестерова.

## Научные работы, публикации
Монографии
- Эффективность управленческого труда в промышленном производстве. — М.: Экономика, 1967.
- Использование экономических законов социализма и управление производством. — М., 1974.
- НТР:система машин и человек. — М.: Экономика, 1990. — 175 с — ISBN 5-282-00119-5 (в соавт. с В. М. Самуйловым).

Статьи и тезисы выступлений
- Совершенствование управления производством // Вопросы экономики. — 1962. — № 12. — С. 147—148;
- Научная организация управленческого труда в промышленном производстве // Советское государство и право. — М.: Наука, 1966. — № 6. — С. 21-29;
- Об относительном экономическом обособлении предприятия в системе хозяйственного расчета // Предприятие в системе экономических отношений социализма. Тезисы докладов. — Л.: Изд-во Ленингр. ун-та, 1969. — С. 46-48;
- Сознательное использование экономических законов // Вопросы экономики. — 1973. — № 10. — С. 73-78;
- Экономико-правовые вопросы оптимизации хозяйственных решений // Советское государство и право. — М.: Наука, 1973. — № 11. — С. 60-67;
- Взаимосвязь потребительной стоимости и система категорий политической экономии социализма // Потребительная стоимость продуктов труда при социализме. — М.: Экономика, 1978. — С.??-??;
- Потребительная стоимость продукта при социализме // Вопросы экономики. — 1978. — № 2. — С. 20-24. (ISSN 00428736);
- Взаимосвязь экономических и правовых аспектов комплексного управления качеством промышленной продукции // Правовые проблемы управления качеством продукции на базе стандартизации и метрологического обеспечения. Материалы Всесоюзной научно-практической конференции (18-19 октября 1978 г., Свердловск). — Свердловск: Изд-во Свердл. юрид. ин-та, 1979. — С. 170—179.

## Награды
- Почетная грамота Минвуза РСФСР (1973);
- Медаль ВДНХ (1974).